# Католическая церковь Святых Петра и Павла (Тбилиси)
Церковь Святых Петра и Павла (груз. თბილისის წმინდა პეტრესა და პავლეს კათოლიკური ეკლესია) — католический храм в Тбилиси.

## Местоположение
Церковь расположена в районе Кукиа, на пересечении улиц Джавахишвили и Абашидзе. Прямоугольный участок огорожен кирпичным забором с чугунными элементами. На участке есть и другие кирпичные постройки, в том числе пресвитерий.

## История
В 1860 году по инициативе служившего в Грузии священника Максимилиана Орловского тифлисские католики обратились к царским властям на Кавказе с просьбой разрешить строительство храма, однако царский наместник был против создания новых католических приходов. Проект был одобрен лишь 21 апреля 1867 года. В том же году был учреждён Тифлисский церковный строительный комитет, основной задачей которого был сбор средств на строительство.
10 мая 1870 года началось строительство однонефной церкви на крестовом плане в стиле неоренессанс с элементами барокко. Архитектурный проект принадлежит Альберту Зальцману. Церковь была построена в 1870—1877 годах и освящена 16 октября 1877 года. Первым её настоятелем был отец Максимилиан Орловский (он оставался настоятелем до своей смерти 13 февраля 1891 года). Следующим настоятелем стал отец Юзеф Барановский — при нём была построена кафедра из орехового дерева, украшенная растительными мотивами и папским гербом, а также установлены скамейки и 14-голосный орган, заказанный во Львове.
В 1895—1898 годах стены были укреплены, в 1898 году церковь была увенчана куполом, а в 1906 году были устроены боковые алтари из белого мрамора. Алтари и мозаичный пол выполнены в мастерской Анджело Андреолетти, маркировка мастерской Андреолетти сохранилась у входа в храм.
При церкви были созданы общество «Благотворительность» (первая польская организация в Тбилиси) и польская начальная школа, в которой учились более ста детей. Были организованы театральные представления на польском языке.
В начале 1880-х число прихожан превысило 2000 человек, в последующие десятилетия оно оставалось на уровне 2500 человек. Рекордное количество 12500 прихожан (в основном польских солдат царской армии) было зафиксировано в 1913 году, а после 1921 г. оно снизилось до 300 человек.
Во времена СССР церковь Святых Петра и Павла была единственной действующей католической церковью на Кавказе. Решающим для выживания прихода было участие верующих, продавших свое имущество ради спасения церкви, а также служение отца Степана Геваргиса, избежавшего ссылки. Однако приход лишился церковных построек, кладбища и часовни, средства с банковского счета были изъяты, а библиотека и большая часть архива были уничтожены. В послевоенное время храм находился в подчинении рижского епископа. Во времена Перестройки в церкви была восстановлена официальная катехизация детей и молодёжи.
9 ноября 1999 года в рамках встречи с представителями католических приходов Грузии церковь посетил папа Иоанн Павел II.

## Галерея

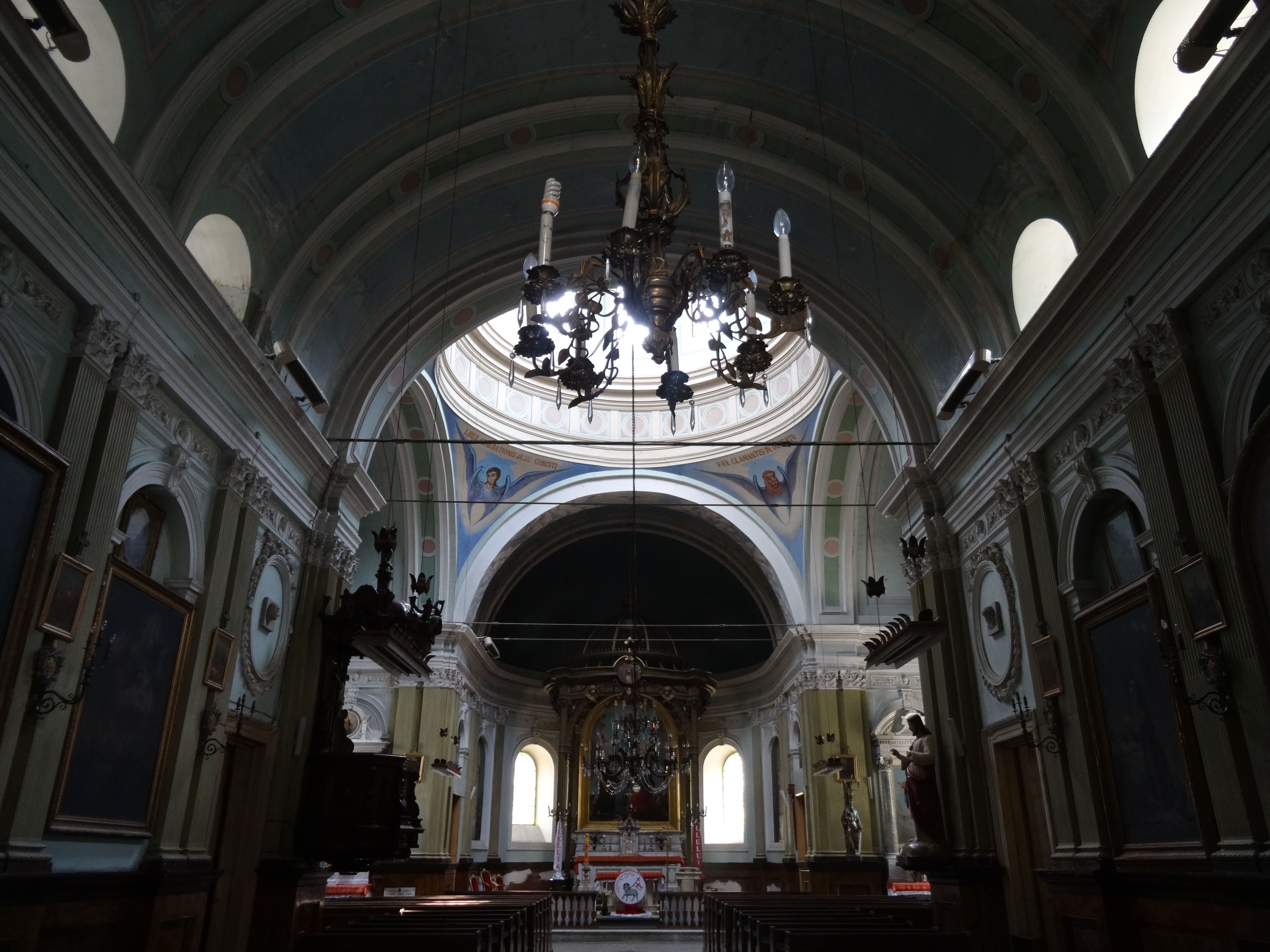
Интерьер церкви
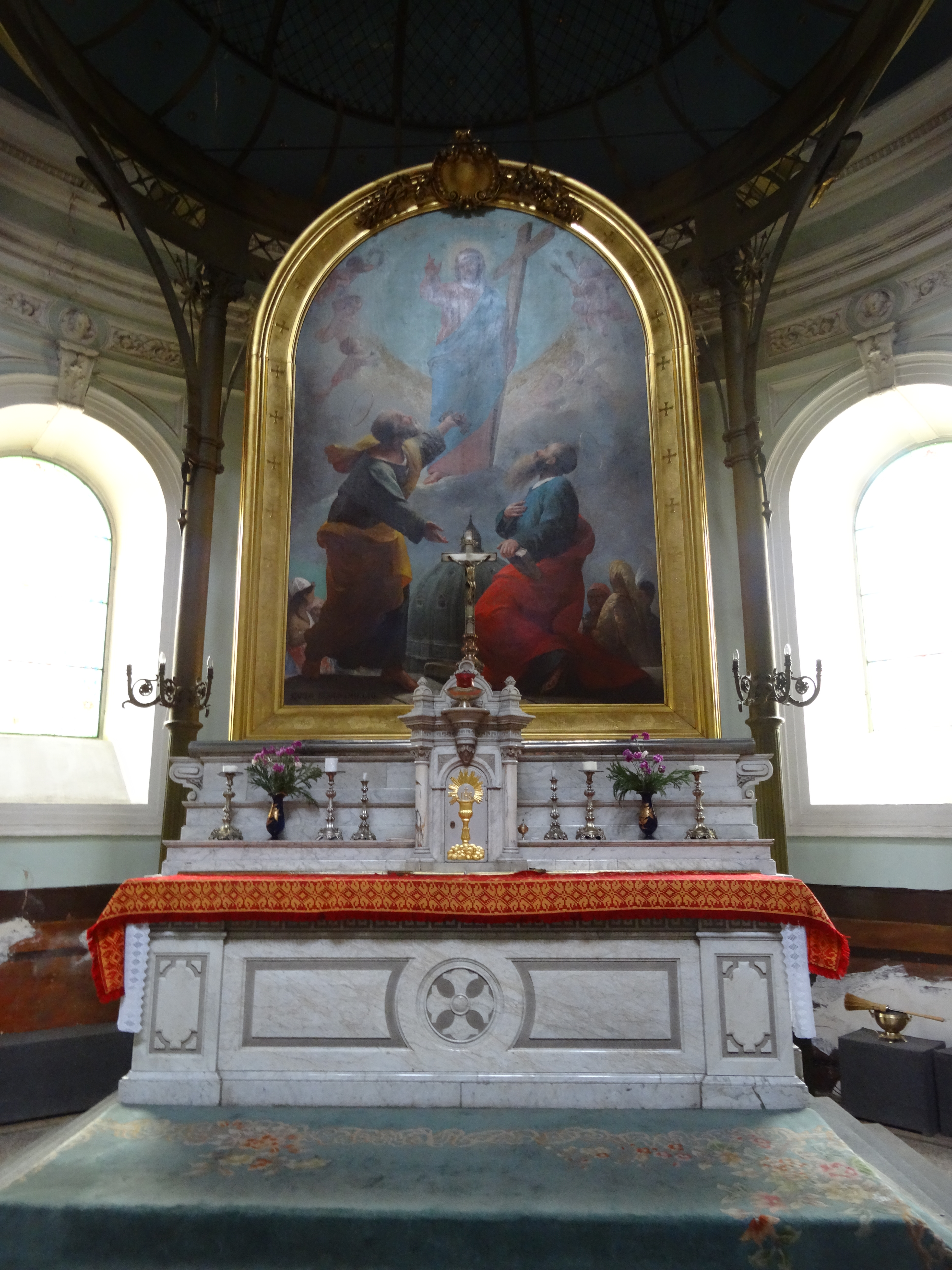
Центральный алтарь
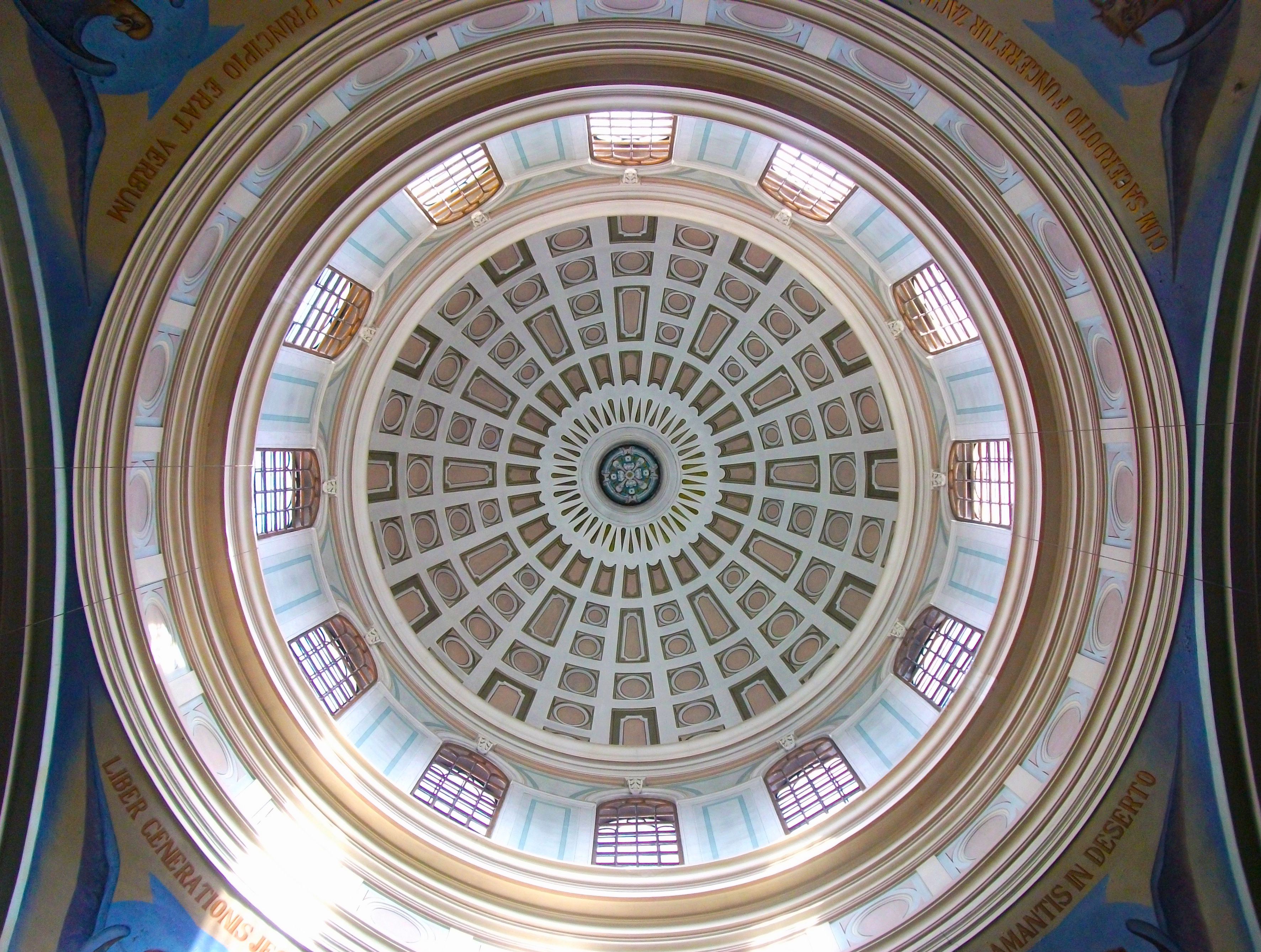
Купол
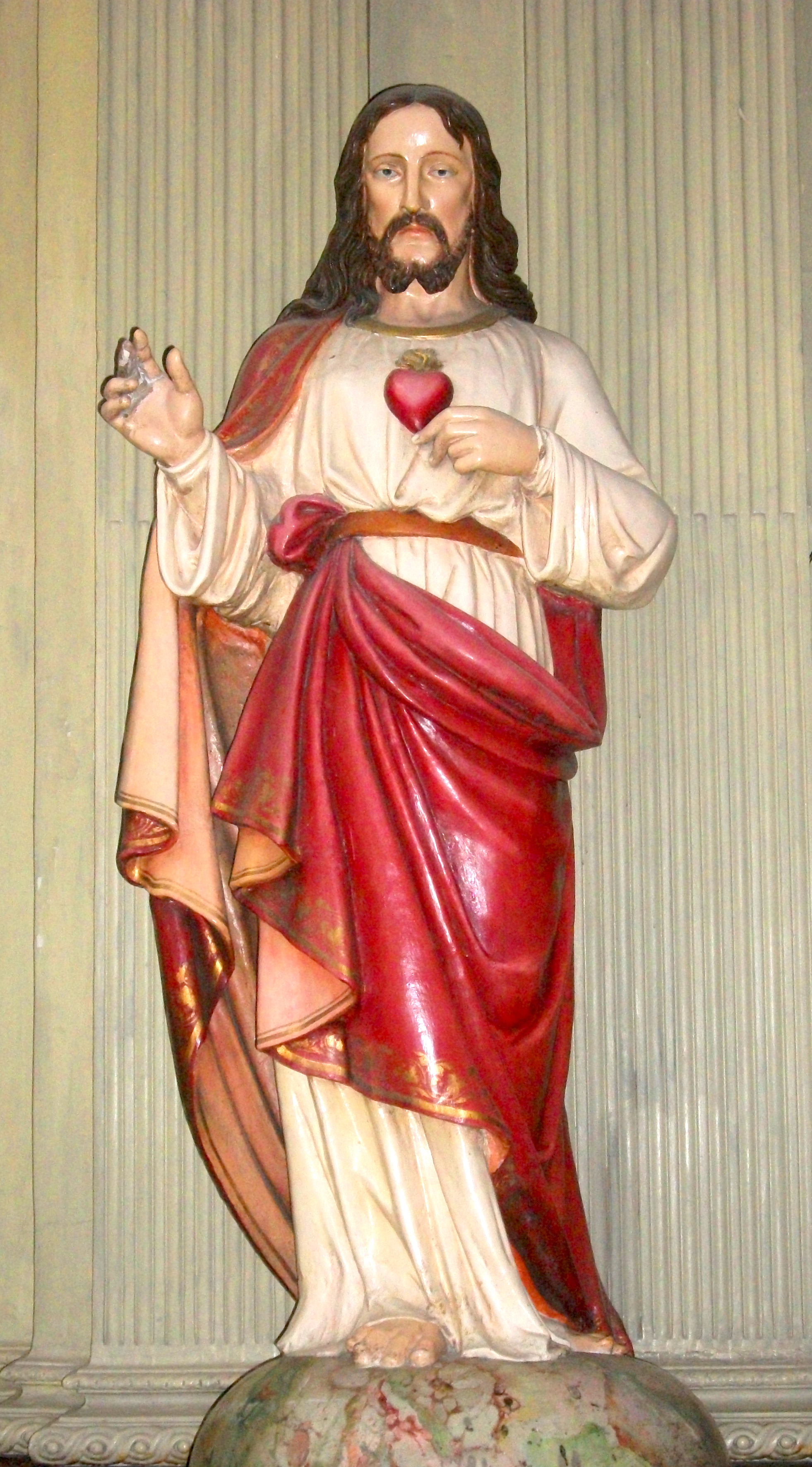
Статуя Иисуса Христа
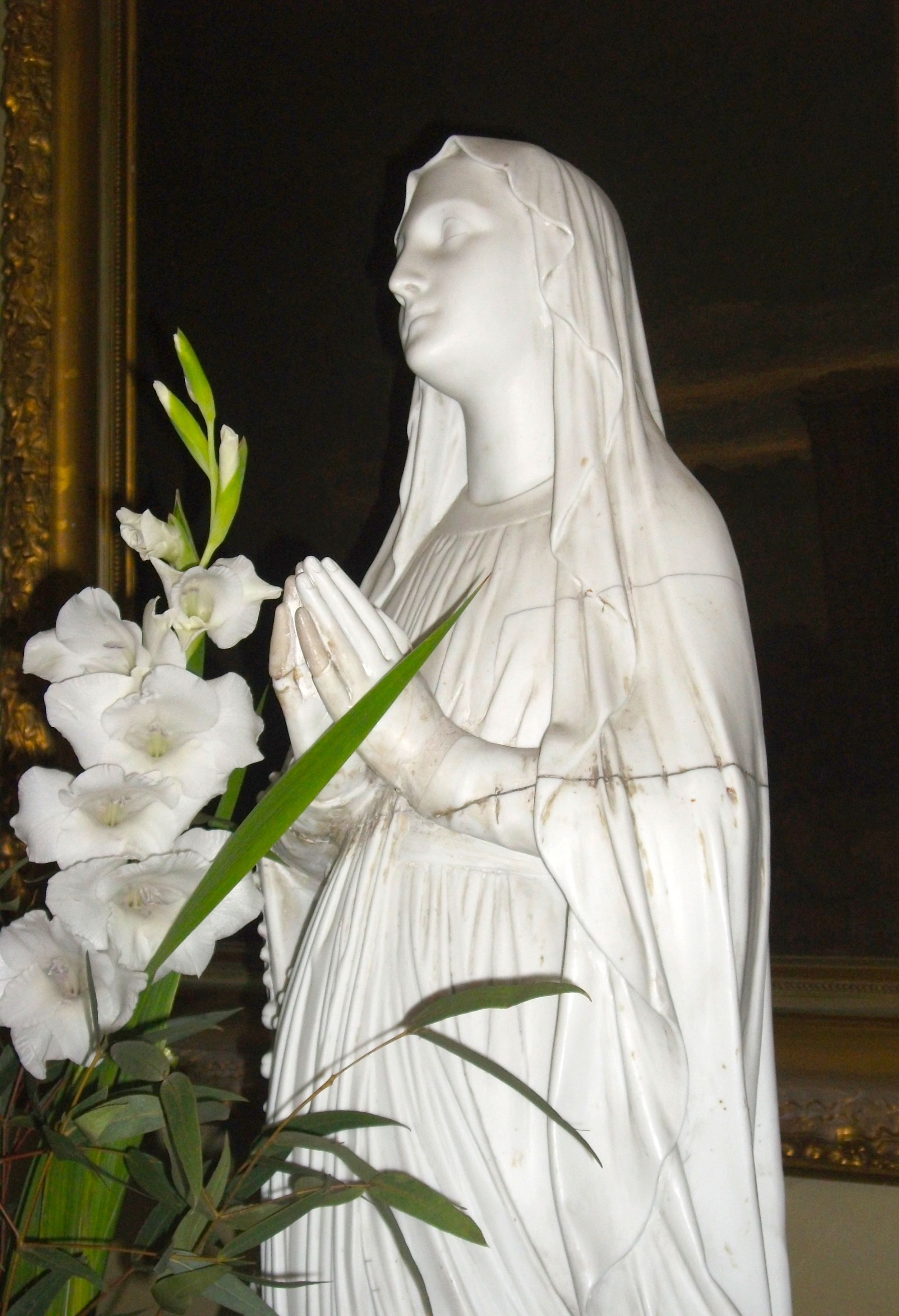
Статуя Девы Марии
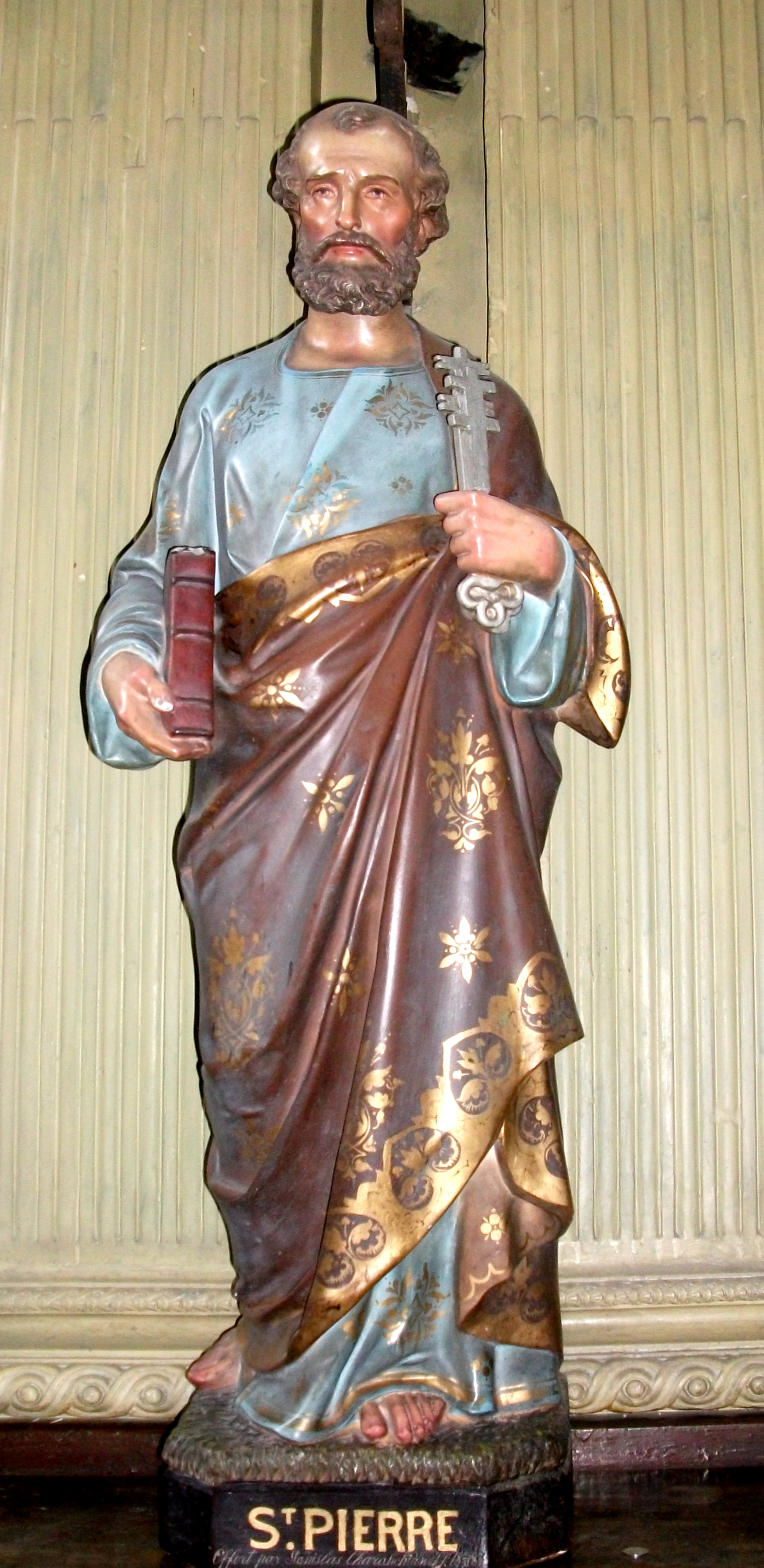
Статуя святого Петра
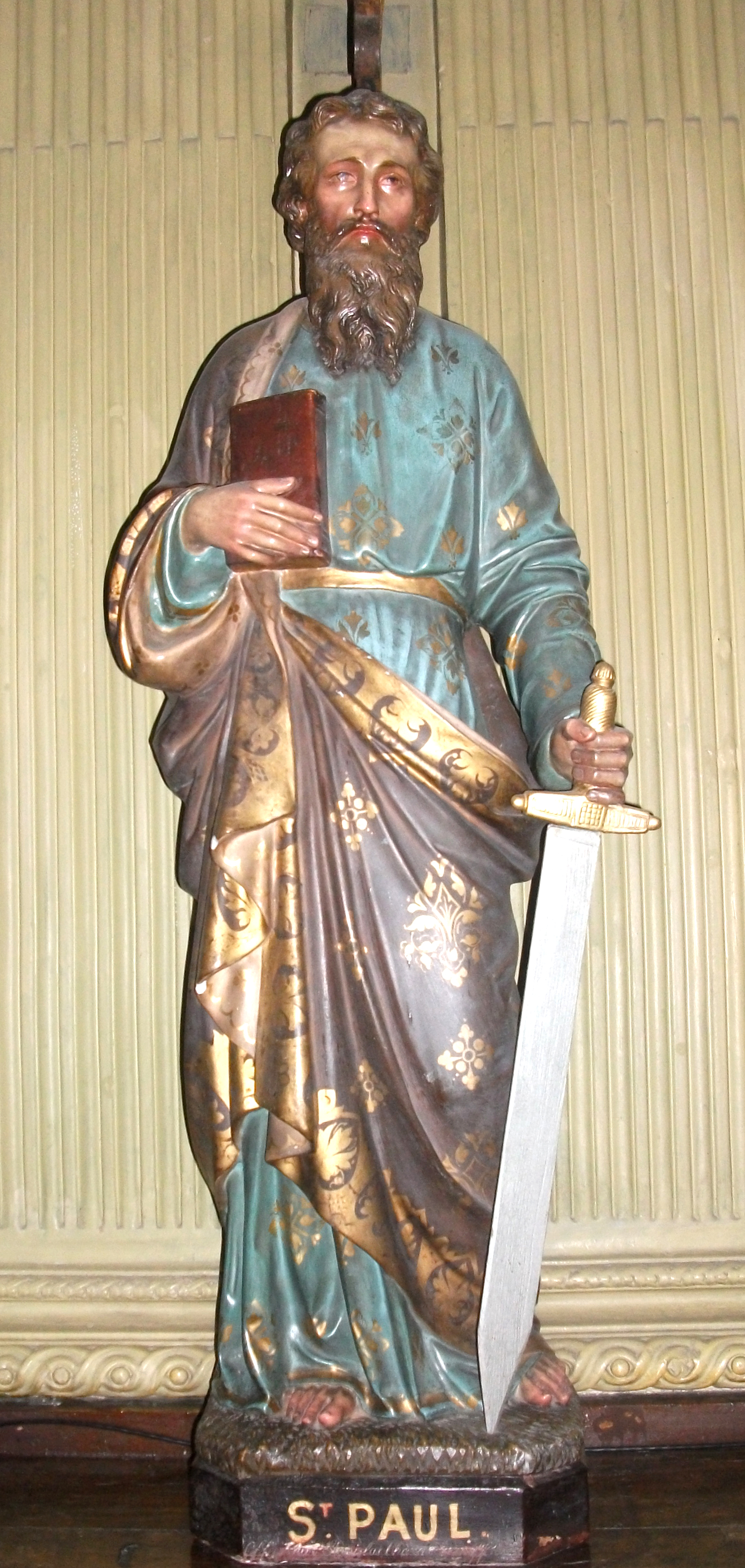
Статуя святого Павла